# Supper's Ready
Supper's Ready è un brano musicale del gruppo musicale britannico Genesis, traccia conclusiva del quarto album in studio Foxtrot, pubblicato il 6 ottobre 1972 dalla Charisma Records.

## Descrizione
Firmata da tutti i componenti del gruppo, si tratta di una suite moderna divisa in sette atti. Il testo si avvale di metafore e scioglilingua per esprimere i concetti; tuttavia, questo è uno dei fattori, insieme alla complessità delle melodie.
Con questa canzone i Genesis esprimono il loro modo di trattare argomenti di ispirazione biblica e mitologica condensando – nei suoi oltre venti minuti – temi che, racchiusi nel breve attimo dell'abbraccio di due amanti, si intrecciano fra di loro creando un affresco che prova a ritrarre la storia dell'umanità fino ad un'Apocalisse che lascia sgomenti per la forza espressiva del brano e riapre il sussurrato dialogo fra amanti che intravedono, preannunciata da un angelo, la via della "nuova Gerusalemme".

### Lover's Leap
Il primo atto di Supper's Ready è caratterizzato da una musica calma e tranquilla ed introduce la storia dei due innamorati protagonisti del brano, che improvvisamente si ritrovano tramutati in corpi differenti. 

### The Guaranteed Eternal Sanctuary Man
La canzone cambia di ritmo, accelerando improvvisamente. Durante questo brano, i due innamorati arrivano in una fantastica città dominata da due persone; una è un generoso contadino, l'altro è il capo di una religione scientifica altamente disciplinata e prettamente teologica. Quest'ultimo si presenta come "Guaranteed Eternal Sanctuary Man" ("L'uomo del Santuario Eterno Garantito") e professa falsamente di conoscere il segreto per domare il fuoco. Con l'introduzione di questi due personaggi, i Genesis vogliono mettere in risalto la contrapposizione fra bene e male. Ma non solo: nel testo, il contadino è presentato come uno che fa uso costante di acqua, che dà vita, per i suoi campi, mentre l'Uomo del Santuario Eterno Garantito è definito come "un pompiere che custodisce, protegge il fuoco (i know a fireman who looks after the fire)".

### Ikhnaton and Itsacon and Their Band of Merry Men
Akhenaton e Itsacon sono due generali dell'uomo che custodisce il Santuario Eterno. Akhenaton è il nome di un Faraone dell'antico Egitto, mentre Itsacon deriva da It's a con ("è un truffatore"). Nel frattempo, i due protagonisti si imbattono nell'esercito delle forze del male inviato dal custode del Santuario Eterno per uccidere tutti coloro che non hanno ancora firmato la pace e il contratto, che si rivela una "Licenza di Eterno Asilo".

### How Dare I Be So Beautiful?
Gradualmente, la musica rallenta e resta la sola voce di Gabriel, accompagnata dagli accordi (tutti in assolvenza, quindi con un tempo di attacco maggiore) al piano di Banks, a narrare le avventure dei due intrepidi eroi che, vagando sui campi di battaglia, incontrano una figura solitaria che, come nel mito di Narciso, è ossessionata dalla propria immagine. Come Narciso, essa viene tramutata in un fiore non appena si specchia nell'acqua.

### Willow Farm
La canzone cambia di nuovo ritmo; improvvisamente, attaccano la batteria di Collins e la chitarra di Hackett, accompagnate dalle tastiere di Banks.
Nella storia, i due innamorati vengono anch'essi risucchiati dal laghetto, come Narciso, e si ritrovano in un mondo totalmente diverso, variopinto e pieno di vita. Con un fischio ogni cosa si trasforma in un'altra. Tutto il testo è una carrellata surreale sull'immaginario inglese: da un Winston Churchill en travesti al papà che sta in ufficio mentre la mamma a casa lava i panni, e c'è posto anche per il carillon (the musical box) di Nursery Cryme.

### Apocalypse in 9/8 (Co-Starring the Delicious Talents of Gabble Ratchet)
In gran parte strumentale, con una metrica in 9/8 e un assolo all'organo di Tony Banks in 4/4 sostenuto dalla batteria di Phil Collins, il pezzo parla dei due innamorati che, ad un segnale, diventano semi per terra, riconoscendo negli altri semi altre persone provenienti dal loro mondo originario. Mentre attendono la fine dell'inverno, essi ritornano, tutto d'un tratto, al loro mondo, nel quale l'Apocalisse di Giovanni è in pieno sviluppo. I sette trombettisti descritti nel testo gettano continuamente 6, 6 e 6, evocando così il numero cabalistico dell'Apocalisse. Intanto Pitagora, comparso dall'antico mondo greco, riesce a scrivere una canzone dopo immense pene; tuttavia, essa si rivelerà essere la melodia iniziale di Supper's Ready. 

### As Sure as Eggs Is Eggs (Aching Men's Feet)
La suite si conclude in lento calando; le forze del bene sono quelle da seguire, e che condurranno alla nuova Gerusalemme, luogo di pace.

## Formazione
- Peter Gabriel – voce, flauto, grancassa, tamburello oboe
- Steve Hackett – chitarra elettrica, chitarra a 12 corde solista, chitarra solista
- Michael Rutherford – basso, pedal bass, chitarra a 12 corde, cori, violoncello
- Tony Banks – organo, mellotron, pianoforte elettrico, chitarra a 12 corde, cori
- Phil Collins – batteria, cori, percussioni assortite